# Boucieu-le-Roi
Boucieu-le-Roi – miejscowość i gmina we Francji, w regionie Owernia-Rodan-Alpy, w departamencie Ardèche.
Według danych na rok 1999 gminę zamieszkiwało 259 osób, a gęstość zaludnienia wynosiła 28 osób/km² (wśród 2880 gmin regionu Rodan-Alpy Boucieu-le-Roi plasuje się na 1352. miejscu pod względem liczby ludności, natomiast pod względem powierzchni na miejscu 1208.).

## Galeria

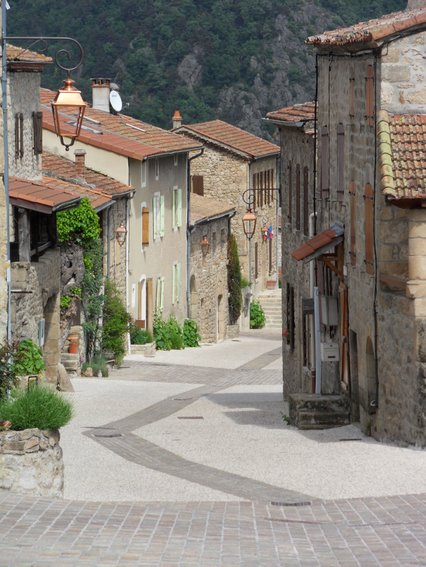
Główna ulica (2009)
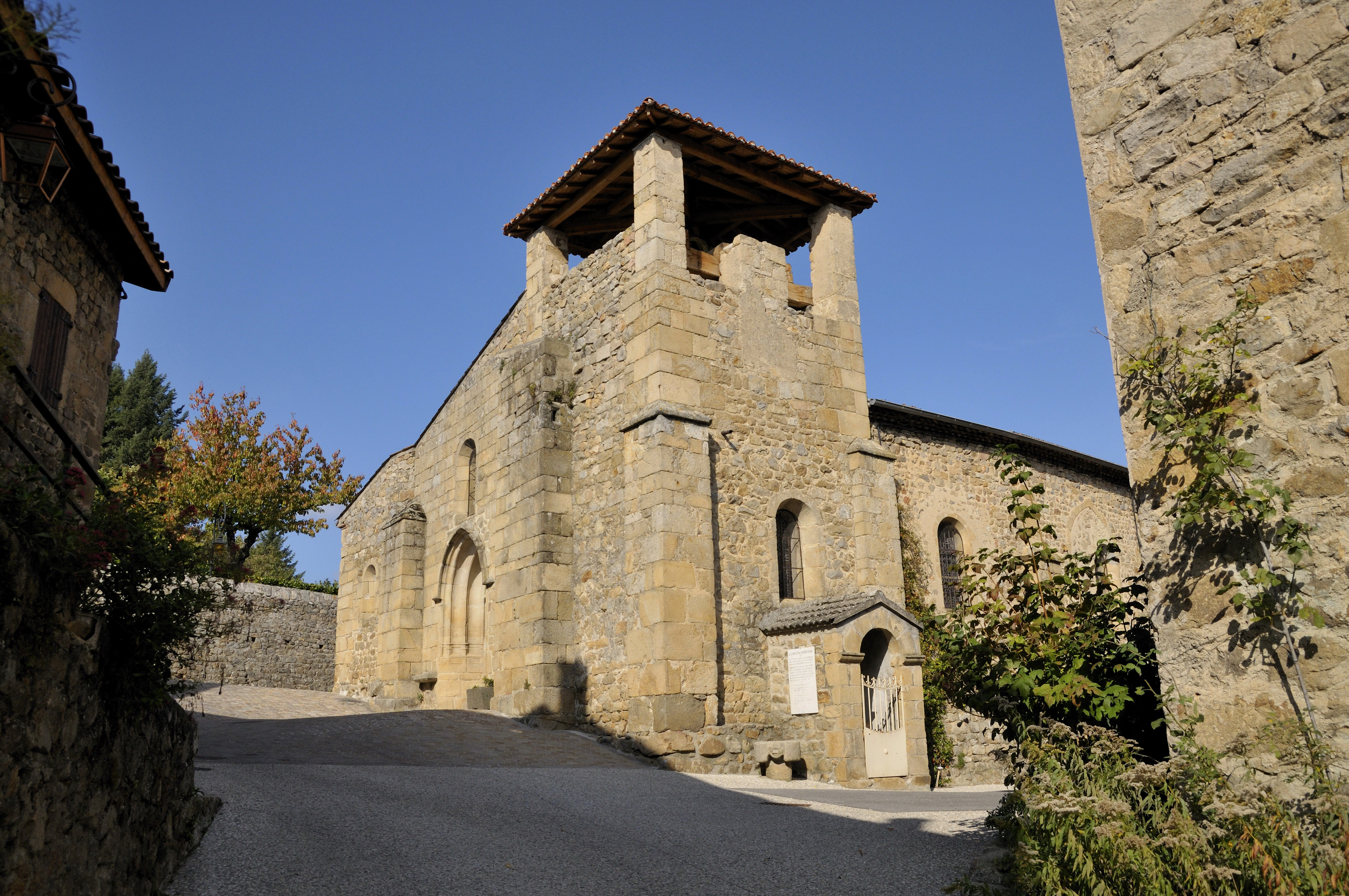
Kościół św. Jana Chrzciciela (2011)
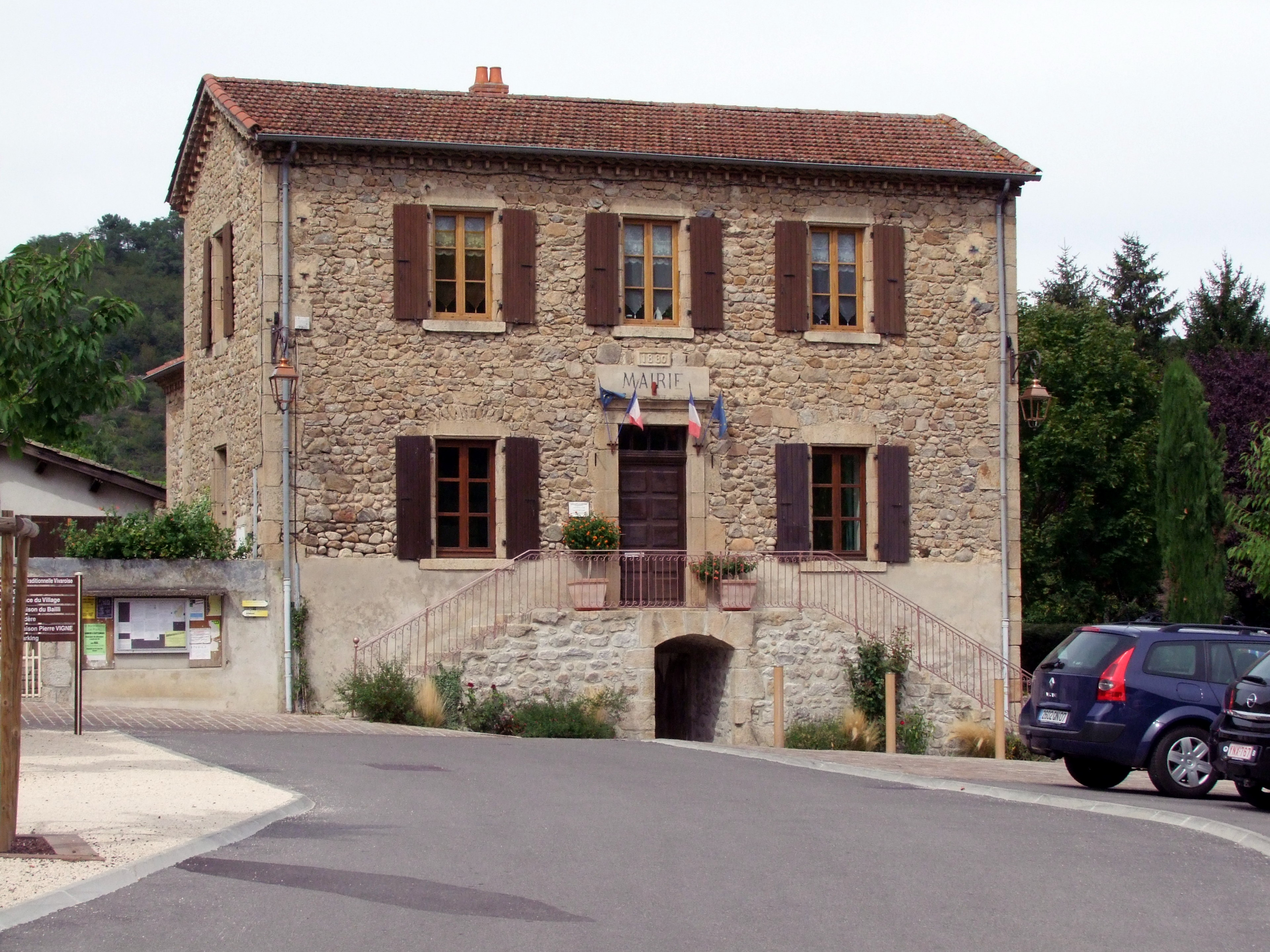
Ratusz (2010)